# Pierwsze zasady
Pierwsze zasady (pierwsze zasady Bytu i myśli, najwyższe prawa myślenia i poznania) – w logice i metafizyce tradycyjnej zbiór praw logicznych, co do których sądzono, że:
- są najbardziej oczywiste ze wszystkich możliwych twierdzeń;
- są niezależne od innych twierdzeń (nie dają się wywnioskować z żadnych innych praw logicznych);
- stanowią ostateczne uzasadnienie wszystkich praw logiki.

Zaliczano do nich zasadę tożsamości, zasadę sprzeczności i zasadę wyłączonego środka. Oprócz nich do najwyższych praw myślenia zaliczano też często dictum de omni et nullo i zasadę racji dostatecznej.
- Zasada sprzeczności jako prawo logiczne mówi, że dwa zdania sprzeczne nie mogą być zarazem prawdziwe. Jako zasada metafizyczna mówi, że "Byt nie jest niebytem", że nie może coś zarazem istnieć i nie istnieć – pozostaje więc w bardzo ścisłym związku z zasadą jedności Bytu, która z tego względu również uznawana jest za "pierwszą zasadę".
- Zasada tożsamości (w tradycyjnym, odległym od współczesnego, ujęciu) mówi, że to, co jest prawdziwe, musi się pod każdym względem zgadzać ze sobą samym.
- Zasada wyłączonego środka mówi, że z dwóch zdań sprzecznych oba nie mogą być zarazem fałszywe.
- Dictum de omni et nullo mówi, że co ma walor w zastosowaniu do każdego, ma zarazem walor w zastosowaniu do poszczególnych, a co nie ma waloru w zastosowaniu do żadnego, nie ma też waloru w zastosowaniu do poszczególnych.
- Zasada racji dostatecznej ma charakter metodologiczny, mówi, że wszystkie przekonania powinny mieć dostateczną rację, by je przyjąć, tj. powinny być dostatecznie uzasadnione. Klasyczne sformułowanie tej zasady widoczne jest przede wszystkim w filozofii Leibniza[2], w metafizyce klasycznej rozumiana jest ona raczej jako zasada racji bytu głosząca, że tak byt, jak i jego części składowe mają swoje uzasadnienie w samym bycie i dzięki samemu bytowi są inteligibilne – byt jest wytłumaczalny i zrozumiały przez sam byt i jego obiektywność, a nie np. przez myśli i pragnienia.

Większość spośród tych praw sformułował (nie zawsze w dojrzałej i pełnej postaci) Arystoteles, który – choć przekonany o ich szczególnej doniosłości – nie wyodrębnił ich łącznie jako "pierwszych zasad". Uczyniła to dopiero logika średniowieczna, z której przekonanie o istnieniu "pierwszych zasad" przeszło do logiki nowożytnej.
Logika współczesna odrzuca pojęcie "pierwszych zasad". Pojęcie oczywistości uznano za zbyt niejasne, by budować na nim systemy logiczne. Co więcej, zasady logiczne uznane za "pierwsze zasady", nie są ani niezależne, ani nie stanowią uzasadnienia wszystkich innych praw logiki. Pewnego rodzaju odpowiednikiem "pierwszych zasad" jest w logice współczesnej pojęcie "aksjomatu" – zasady uznane w logice tradycyjnej za "pierwsze" nie mogą jednak stanowić aksjomatyki rachunku zdań ani żadnego systemu dedukcyjnego. Są one bowiem twierdzeniami, które wyprowadza się z aksjomatów rachunku zdań za pomocą wielu kroków dowodowych.
Istnieją też próby ujęcia "pierwszych zasad" nie jako pierwszych zasad logicznych, ale jako pierwszych zasad metafizyki (czasem też jako pierwszych zasad myślenia w sensie psychologicznym). Mają one miejsce zwłaszcza na gruncie neotomizmu, gdzie uznawane są za specyficzne zasady metodologii metafizyki.